# Rallye E-Efficacité du Québec

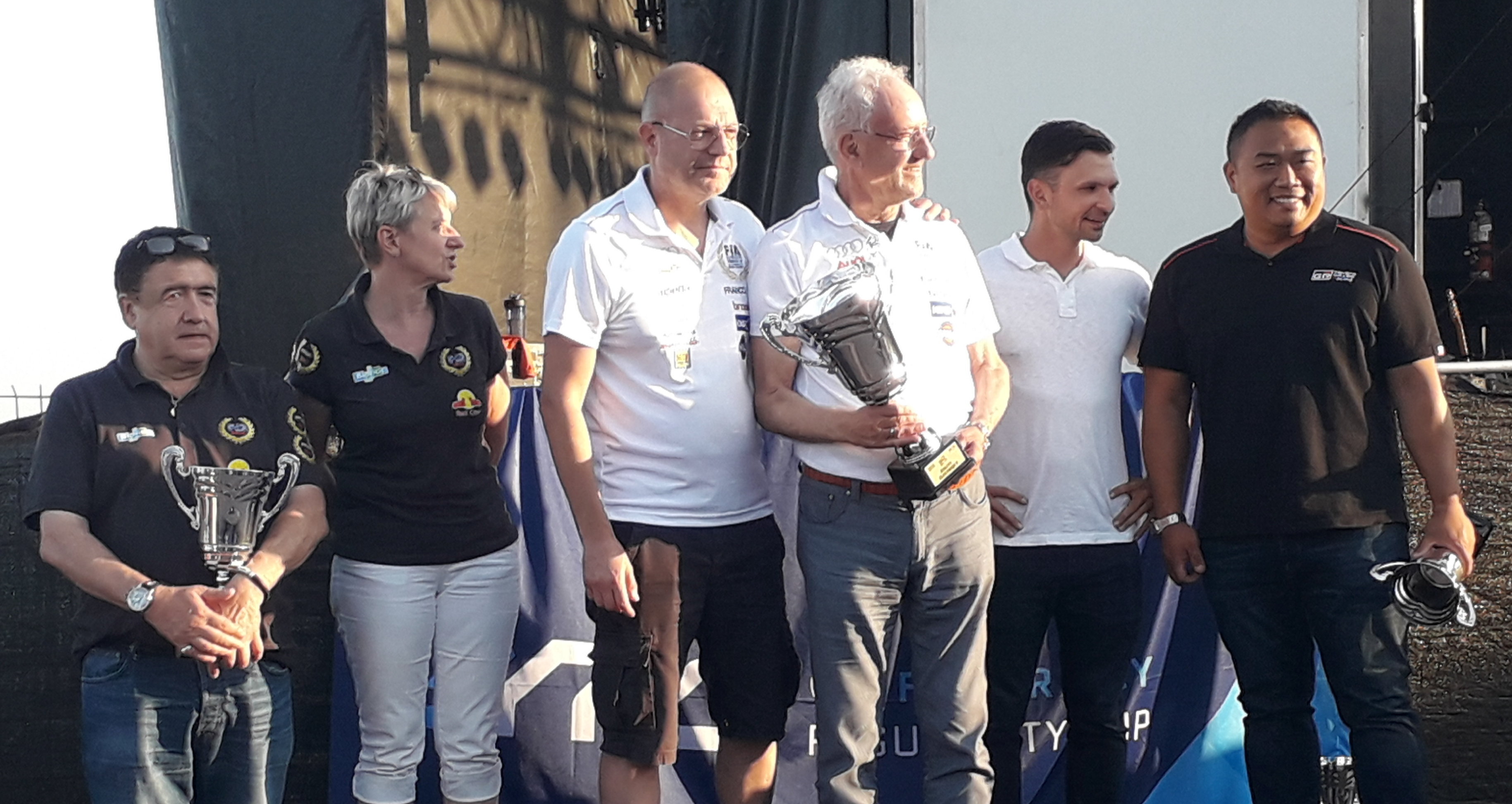
Il podio dell'edizione 2019

Il Rallye E-Efficacité du Québec è una competizione automobilistica riservata a veicoli alimentati tramite fonti di energia alternativa e inserita nel 2019 nel calendario della FIA E-Rally Regularity Cup.

## Albo d'oro
| Edizione | 1º posto                                        | 2º posto                                              | 3º posto                                        |
| -------- | ----------------------------------------------- | ----------------------------------------------------- | ----------------------------------------------- |
| 2019     | Fuzzy Kofler (pilota) Franco Gaioni (co-pilota) | Didier Malga (pilota) Anne-Valérie Bonnel (co-pilota) | Vinh Pham (pilota) Lilan Leontowich (co-pilota) |
| 2019     | Chevrolet Bolt                                  | Chevrolet Bolt                                        | Toyota Mirai                                    |